# Thanon Yaowarat

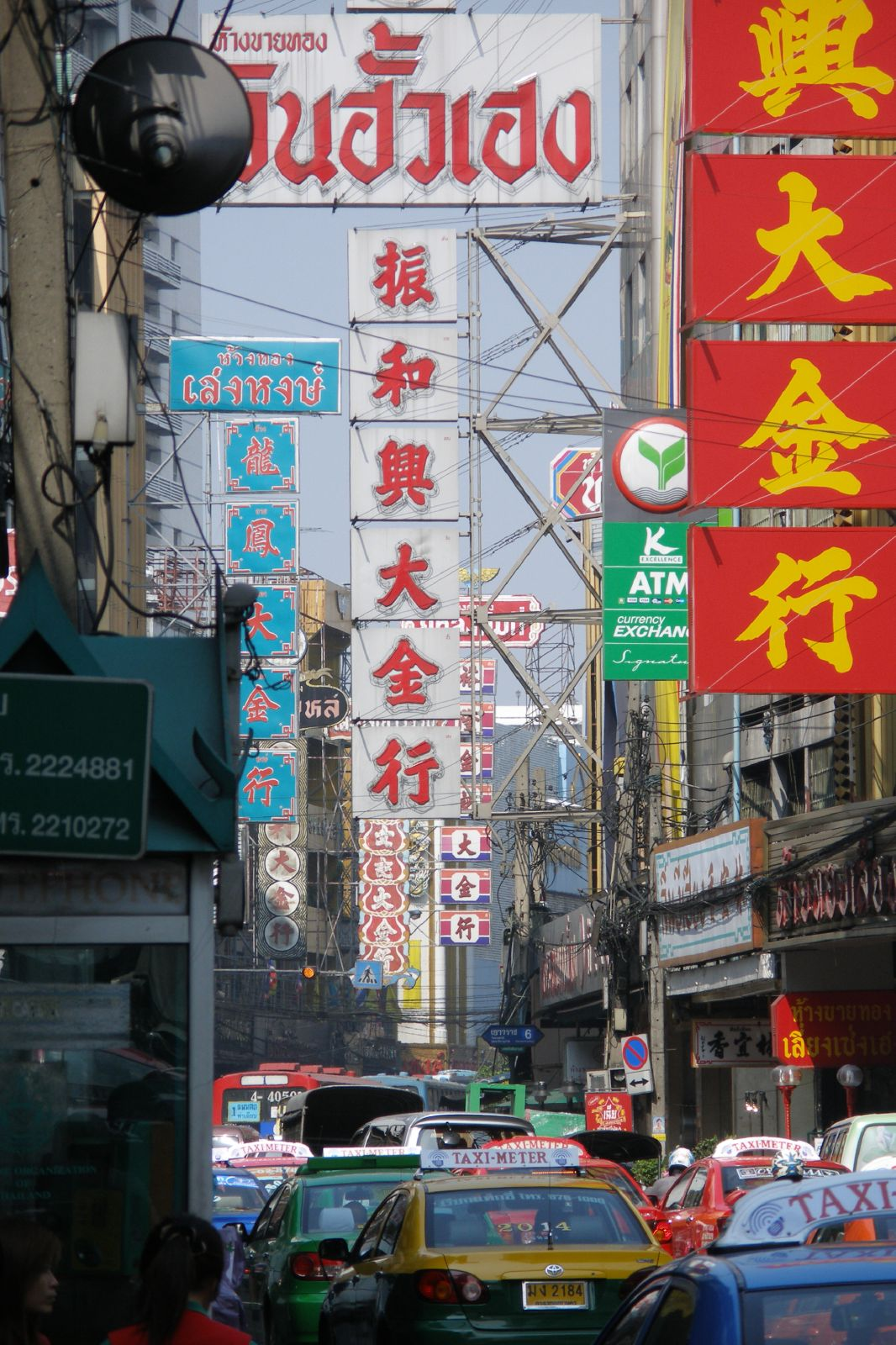
Thanon Yaowarat

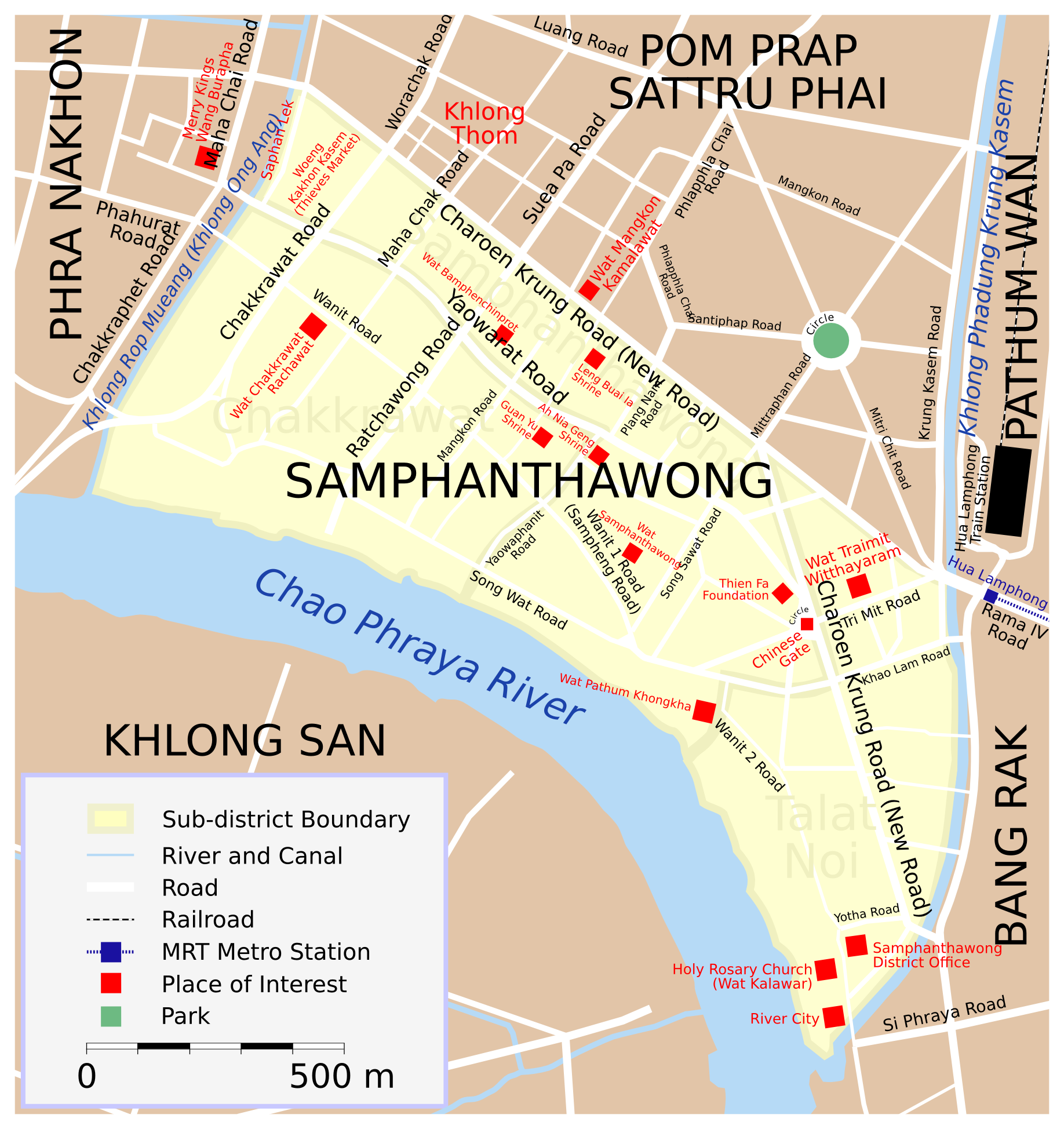
Samphanthawong district

Thanon Yaowarat (Thai: ถนนเยาวราช, Chinees: 耀華力路) is een Chinese straat in de Samphanthawong district van de  Thaise hoofdstad Bangkok. In de straat zijn veel faciliteiten te vinden voor Chinese Thai. De telefooncellen en lantaarnpalen zijn ontworpen in Chinese stijl en veel reclameborden zijn tweetalig (Thais en Chinees). Aan de oostkant van de straat is een paifang te vinden.
De straat plus de naastgelegen Thanon Charoen Krung en de omgeving worden gezien als de Bangkokse Chinese buurt. De letterlijke vertaling van de straat naam is "Weg van de jonge Prins".
De Chinezen in Thailand bevolken het gebied al meer dan tweehonderd jaar. Ze trokken in 1782 weg van het eiland Rattanakosin, toen dat het regeringscentrum van de Chakri-koning werd. 
In de wijk werken ze meestal als handelaren in allerlei gebruiksartikelen. Ook zijn er Chinese restaurants te vinden in de Chinese buurt, alsook pandhuizen, goudwinkeltjes, gokhuizen en bordelen. 
Heden heeft het een van de hoogste grondprijzen van Bangkok. Het leeuwendeel van de grond is in handen van rijke Chinese fabriekseigenaren.

## Gebouwen
- De Chakkrawat tempel, gebouwd onder koning Rama III en die toen een houten voorganger verving: Wat Sam Pluem, gebouwd onder Rama I. Bij de tempel ligt een vijver, die haar water krijgt door een kanaal vanuit de Chao Phraya rivier.
- Thian Fah Foundation Hospital